# المؤتمر الأسقفي الإيطالي

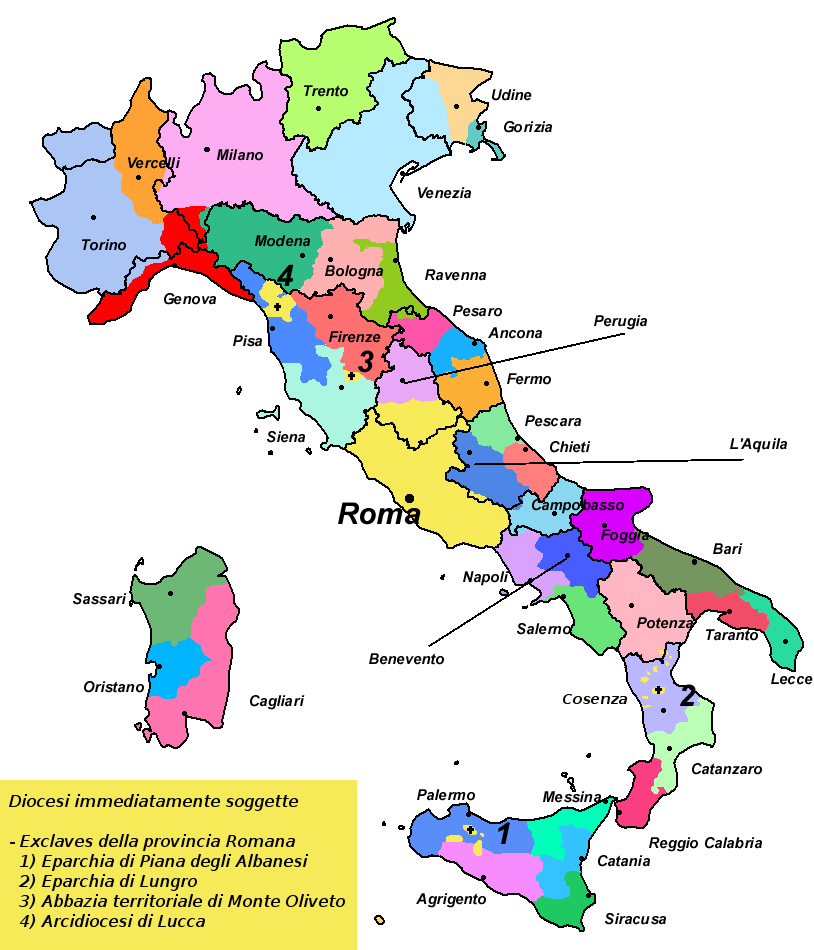

المؤتمر الأسقفي الإيطالي (بالإيطالية: Conferenza Episcopale Italiana)‏ هو مجلس الأساقفة الإيطالي للكنيسة الكاثوليكية وهو التجمع الرسمي لجميع الأساقفة في إيطاليا. تأسس المؤتمر في عام 1971 وينفذ بعض المهام وكذلك يمتلك سلطة في وضع القواعد الليتورجية للقداس. تتلقى المؤتمرات الأسقفية سلطتها بموجب القانون العالمي أو بولايات معينة. رئيسها في عام 2007 هو أنجيلو بانياسكو منذ تعيينه من قبل البابا بنديكت السادس عشر يوم 7 مارس 2007.